# Douglas DC-4
Douglas DC-4 – czterosilnikowy samolot pasażerski produkowany przez amerykańską firmę Douglas Aircraft Company. 
DC-4 jako następca Douglasa DC-3 jest liniowcem dalekiego zasięgu posiadającym 42 miejsca pasażerskie. 
Problemem DC-4 była, jak na owe czasy, skomplikowana konstrukcja oraz wysokie koszty utrzymania. Los samolotu stanął pod znakiem zapytania do momentu wybuchu wojny.
W momencie przystąpienia Stanów Zjednoczonych do II wojny światowej samoloty DC-4 zostały przydzielone do United States Army Air Forces, gdzie służyły jako samoloty transportowe C-54 Skymaster.
Po wojnie powstało 79 egzemplarzy samolotu, produkcję zawieszono w 1947 roku na rzecz udanego modelu Douglas DC-6.